# Yes!ミュージックカルテ
『高須クリニック presents Yes!ミュージック・カルテ』（たかすクリニック プレゼンツ イエス!ミュージックカルテ）は、大阪・朝日放送ラジオ（ABCラジオ）で放送されていたラジオ番組。2017年4月放送開始。
2018年4月からは『高須クリニック presents Yes!ミュージック・カルテX』（たかすクリニック プレゼンツ イエス!ミュージックカルテエックス。以下、X）、10月から『高須クリニック presents Yes!ミュージック・カルテDX』（たかすクリニック プレゼンツ イエス!ミュージックカルテデラックス。以下、DX）として2019年6月30日まで放送された。このページではすべてを一括して扱う。

## パーソナリティ
- クマガイタツロウ（ワタナベフラワー）
- アルミカン
  - 高橋沙織と赤阪侑子が隔週で出演

### コーナー出演
- 仮面女子・イースターガールズ
  - 蒼井乃々愛・上下碧・渚りりか・美音咲月・剣城琴音[1]・望月ゆの[2]のうち2名ずつがシャッフルして出演する。

## 提供
- 高須クリニック
  - 番組出演者全員が関西地区のローカルCMに出演しており、番組内でも、クマガイと高橋、クマガイと赤阪、クマガイとイースターガールズの組み合わせによるCMが順番に流れる。
  - 番組終了の翌週7月7日から開始の後番組「Yes! 日曜酒Bar!」[注 2]でも、引き続きスポンサーを務めたが放送枠は24:30-25:00の30分に縮小された。

## 放送時間
- 2017年4月9日 - 2018年10月1日 日曜深夜25時00分 - 25時30分
- 2018年10月8日 - 2019年6月30日 日曜深夜24時30分 - 25時30分

## コーナー（DX以降）
※放送時間順
- クマちゃん、もっとちょうだい!
  - ワタナベフラワーとして長年音楽業界を渡り歩いているクマガイが自身の知識などを小出ししていく
  - ゲストが出演する際はこのパートがゲストコーナーの前半戦となる。
- 仮面女子・イースターガールズのまだまだたまごラジオ!
  - ミュージックカルテにも幾度かゲスト出演したイースターガールズ初のレギュラー番組。2名ずつが週替わりで登場する約10分のトークコーナー。
  - 2018年末以降、アルミカンやクマガイがトーク内容に対してツッコミを入れることが習慣化している。
  - ゲストが出演する際はこのコーナーをはさんで後半戦となる。
- 人見知らんガイド（2019年4月より）
  - 赤阪出演週に放送。人見知りが激しい赤阪に「人見知りでも行ける初対面の挨拶」をリスナーから募集し実行、2週間後の放送で結果を報告する。
- サオリン聴いて! ここだけの話!（2019年4月より）
  - 高橋出演週に放送。高橋に聴いてほしい悩みや話を打ち明けてもらい、それに対する解決策やツッコミをしていく。

終了
- Dr.Yes! 恋愛外科医・高橋サオリン[3]
  - 高橋出演週に放送。恋愛事故で怪我をしたリスナーを診断していくといういわゆる「恋愛相談コーナー」。Xまでは「恋愛ナース」としていた。
- ゆうゆうゆうこりん お湯流してぇ〜な〜
  - 赤阪出演週に放送。銭湯が大好きな赤阪がリスナーの悩みや失敗談を聴いてお湯で流したようにすっきりしてもらう。
- ちょっと変えたらOh! Yes!
  - 世の中にあるものを「ちょっとからもっとよくなるのではないか」というアイデアを募集する

## ゲスト
- マッハ文朱（2018年10月28日）[4] - 番組初ゲスト。クマガイとは『おやかまっさん』（KBS京都テレビ）で共演している
- 赤阪侑子、渚りりか、瀬口こころ、望月ゆの、高スケキヨ（2018年12月30日）[5] - 高橋担当週だが、年末ということで赤阪がゲスト扱いで出演。他の3名は2019年1月解禁の新CMに出演しており、そのトーク、ならびに渚はCMソング「無限☆無尽-Belive-」を作詞している関係もある。赤阪以外は後半から出演。
- 赤阪侑子、イースターガールズ、高スケキヨ（2019年1月6日）[6] - 年末同様新年一回目ということで赤阪がゲスト扱いで出演。イースターガールズは「まだまだたまごラジオ」から引き続き終了まで出演。逆に「まだまだたまごラジオ」にはクマガイやアルミカンが出演している。
- 渚りりか（2019年3月3日）[7] - クマガイとアルミカンが「まだまだたまごラジオ」の内容に対してツッコミを入れるようになったあたりから「（渚りりかに対する）メンバー内での扱いがひどくないか」いう話になり、「一度話をじっくり聞いてみたい」という要望があったことから。
- ミサト（2019年3月17日）[8] - アルミカンと同じ松竹芸能所属芸人。赤阪と仲がいいという話でひとしきり盛り上がった際にクマガイも気になったこともあってゲスト出演となった。
- ムサ ヒデカズ（2019年3月24日）[9] - クマガイも所属するワタナベフラワーのベース担当。ムサが実行委員長を務めるイベント『神戸コスプレサブカルイベント かみこす!』についてやバンドやムサの人となりを掘り下げる回となった。
- ウメダ イクロウ（2019年3月31日）[10] - クマガイも所属するワタナベフラワーのギター担当。イクロウの人となりを掘り下げる回となった。
- 田川徳子（2019年4月7日）[11] - 劇団赤鬼所属の女優で「ギャガー」。
- 星宮りり（2019年4月14日）[12] - 当時イースターガールズメンバー。2019年4月20日の卒業を控えてゲストに迎えた。また、翌週21日の「まだまだたまごラジオ」は全員で出演している。
- 竹内義和（2019年4月28日）[13] - コラムニスト、作家で、かつて日曜深夜に放送されていた『誠のサイキック青年団』のパーソナリティ。ゲストとはいえ日曜深夜には10年ぶりの出演。
- 五比桐 美憂（ごひちぎり・みゆう、2019年5月5日）[14] - 当時イースターガールズメンバー。2019年5月11日の卒業を控えてゲストに迎えた。
- としΩ（2019年5月19日）[15] - 2008年の『第5回ハモネプリーグ』優勝チームじゃ〜んずΩ→JARNZΩのボイスパーカッション。
- SABOTEN（2019年5月26日）[16] - 門真市で結成されたロックバンドでワタナベフラワーとはバンド仲間。
- 榎田俊介（2019年6月2日）[17] - 2019年4月までPermanent Fishのコーラス＆リードボーカル・Shunsukeとして活動。解散後はソロ歌手に転向。
- 松林てろる（2019年6月9日）[18] - ワタナベフラワー・ムサプロデュースのアイドルであり、HUMAN ERRRRRORのヴォーカル。
- 美音咲月（2019年6月16日）[19] - イースターガールズメンバー。2019年6月23日の卒業と2019年7月15日の東京移籍を控えてゲストに迎えた。

## 番組イベント
高須クリニック&ワタナベフラワーpresents「Yes!ミュージックカルテDX 勝手に感謝祭」
- 2019年4月6日に開催